# Dungeons & Dragons Basic Set
Dungeons & Dragons Basic Set es un conjunto de libros de reglas para el juego de rol de fantasía Dungeons & Dragons (D&D). Publicado por primera vez en 1977, recibió un puñado de revisiones y reimpresiones con el tramscurso de los años. La primera edición fue escrita por J. Eric Holmes basada en el trabajo original de Gary Gygax y Dave Arneson. Las ediciones posteriores fueron editadas por Tom Moldvay, Frank Mentzer, Troy Denning y Doug Stewart.
El conjunto básico detalla los conceptos esenciales del juego D&D. Proporciona reglas para la creación de personajes y el avance de los personajes jugadores en los niveles iniciales. También incluye información sobre cómo jugar aventuras dentro de las mazmorras tanto para los jugadores como para el Dungeon Master.

## Versión de 1977
El conjunto básico original de Dungeons & Dragons fue publicado por TSR, Inc. en 1977.
TSR contrató al escritor externo John Eric Holmes para producir el Conjunto Básico como una versión introductoria del juego D&D . Incorpora conceptos de la caja D&D original de 1974 más el Suplemento I: Greyhawk. El libro de reglas cubre personajes de los niveles uno a tres, reglas para aventuras en mazmorras e introduce los conceptos del juego; explica los conceptos del juego y el método de juego en términos que los hacen accesibles a los nuevos jugadores mayores de doce años que pueden no estar familiarizados con los juegos de guerra de miniaturas de mesa. Aunque el Conjunto Básico no era totalmente compatible con Advanced Dungeons & Dragons, se esperaba que los jugadores continuaran jugando más allá del tercer nivel moviéndose a AD&D, que se puso a la venta a partir de ese mismo año. Holmes prefirió un tono más ligero con más espacio para la improvisación personal, mientras que Gary Gygax, que escribió los libros avanzados, quería un juego expansivo con reglas sobre cualquier situación concebible que pudiera surgir durante el juego, y que pudiera usarse para arbitrar disputas en torneos.
El primer Conjunto Básico estaba disponible como un libro de reglas independiente de 48 páginas con ilustraciones de David C. Sutherland III, o como parte de un conjunto en caja, que estaba empaquetado en una caja más grande y visualmente más atractiva que el conjunto en caja original, lo que permitía que el juego ser almacenado en los estantes de las tiendas y dirigirse al público en general a través de las jugueterías. El conjunto en caja incluía un juego de dados poliédricos y materiales complementarios. En ese mismo año, Games Workshop (Reino Unido) publicó su propia versión del libro de reglas, con una portada de John Blanche e ilustraciones de Fangorn. Los materiales complementarios que aparecían en la caja incluían geomorfos, listas de monstruos y tesoros, y un juego de dados poliédricos.
Durante un período en 1979, TSR experimentó una escasez de dados. Los Conjuntos Básicos publicados durante este período de tiempo venían con dos hojas de fichas de cartulina recortadas numeradas que funcionaban en lugar de dados, junto con un cupón para pedir dados de TSR. El libro de reglas también incluía una breve mazmorra de muestra con un mapa de página completa. A partir de la cuarta edición en 1978, los dos folletos de mapas, tablas de encuentros y listas de tesoros fueron reemplazados por el módulo B1 In Search of the Unknow; las impresiones seis a once (1979–1982) incluyeron el módulo B2 The Keep on the Borderlands en su lugar.
Jon Peterson, de Polygon, destacó que Dave Arneson demandó a TSR por las regalías del Conjunto Básico en 1977: a Arneson solo se le pagaban regalías por el libro de reglas básico de D&D incluido en la caja y no se le pagaba el "precio de cobertura de todo el Conjunto Básico". Peterson escribió "cuando se avecinaba la demanda de Arneson, TSR hizo una sustitución muy precisa del contenido del conjunto básico: rotaron los folletos Dungeon Geomorphs y Monster & Treasure Assortmen, reemplazándolos con el módulo In Search of the Unknow de Mike Carr. [...] Fue una buena idea dirigir un módulo a los Dungeon Masters principiantes, pero también tuvo implicaciones claras para la situación legal. Anteriormente, cuando Arneson buscaba una regalía del 5% sobre todo el contenido del conjunto básico, en realidad estaba pidiendo dinero que iba a parar al bolsillo de Gygax. Ahora, en cambio, estaría pidiendo dinero destinado a su amigo Mike Carr". Carr recibió regalías por In Search of the Unknown cuando el módulo se vendió solo y cuando se incluyó en el conjunto básico. Después de la desaparición de James Dallas Egbert III en septiembre de 1979,Dungeons & Dragons recibió "notoriedad general". Y con eso, las ventas del Conjunto Básico aumentaron dramáticamente. Justo antes del incidente del túnel de vapor, el Conjunto Básico podría haber vendido 5000 copias al mes. A fines de 1979, comercializaba más de 30.000 copias por mes, y solo subía a partir de ahí". Tras el éxito financiero de Carr debido a que su módulo se incluyó en el conjunto en caja, Gygax cambió el módulo incluido con el Conjunto Básico a Keep on the Borderlands, que era un módulo que escribió.

## Revisión de 1981
Después del lanzamiento del juego AD&D, el Conjunto Básico experimentó una revisión importante en 1981 por parte del editor Tom Moldvay. El juego no se alineó con AD&D, sino que se alejó más de ese conjunto de reglas y, por lo tanto, el Conjunto Básico de D&D se convirtió en una línea de productos separada y distinta de AD&D. El primero se promocionó como una continuación del tono del D&D original, mientras que AD&D fue un avance de sus mecánicas.
La versión revisada del conjunto incluía un libro de reglas más grande de sesenta y cuatro páginas con un borde rojo y una cubierta a color de Erol Otus, el módulo B2 The Keep on the Borderlands, seis dados poliédricos, y un crayón marcador. El libro estaba preperforado para su uso en una carpeta de tres anillas, y el juego completo de dados poliédricos venía en una bolsa termosellada con un pequeño crayón de cera para colorear los números de los dados. El libro de reglas revisado era visualmente distinto de la versión anterior: el folleto de Holmes tenía una cubierta azul pálido monocromática, mientras que el libro de reglas de Moldvay tenía una cubierta de color rojo brillante.
Con la revisión del Conjunto Básico, se introdujeron conjuntos de reglas discretos para niveles de personajes más altos como expansiones para el Conjunto Básico. El Conjunto Básico de Moldvay fue seguido inmediatamente por el lanzamiento adjunto de un Conjunto Experto editado por Dave Cook con Steve Marsh que admitía los niveles de personaje cuatro a catorce, con la intención de que los jugadores continuaran con el Conjunto Experto.
Peterson comentó que "debido a que Keep on the Borderlands se enviaría con Conjunto Básico de Moldvay, en el apogeo del auge de D&D en 1981, se convirtió en uno de los módulos más conocidos en la historia de D&D, vendiendo 750.000 copias al año. Puede que nunca hubiera servido como puerta de entrada a la aventura para tantos jugadores si no hubiera sido por una determinada disputa legal y sus consecuencias".

## Revisión de 1983
En 1983, el Conjunto Básico fue revisado nuevamente, esta vez por Frank Mentzer, y se rebautizó como Dungeons & Dragons Set 1: Basic Rules. El juego incluía un Manual del Jugador de sesenta y cuatro páginas, un Libro de reglas de Dungeon Masters de cuarenta y ocho páginas, seis dados, y en juegos en los que los dados no estaban pintados, un crayón. La revisión de 1983 se empaquetó en una caja roja distintiva y contó con una portada de Larry Elmore. Entre 1983 y 1985, Mentzer revisó y amplió el sistema como una serie de cinco juegos en caja, incluidas las Reglas Básicas (cubierta roja), Reglas de Expertos (azul), Reglas Complementarias (verde azulado, niveles de apoyo quince a veinticinco), Reglas Maestras (negro, niveles de apoyo veintiséis a treinta y seis), y Reglas Inmortales (dorado, Inmortales de apoyo, personajes que habían trascendido niveles). En lugar de un módulo de aventura, los libros de reglas del Conjunto Básico incluían una aventura en solitario y un escenario introductorio dirigido por el Dungeon Master.
Las reglas del juego cambiaron poco con respecto al conjunto de Moldvay, pero la presentación se revisó a una forma más de tutorial, para que el juego sea más fácil de aprender para los jugadores más jóvenes.
El juego en caja del Conjunto Coleccionista del 10º aniversario de Dungeons & Dragons, publicado por TSR en 1984, incluía los libros de reglas de los juegos Básico, Experto y Compañero ; módulos AC2, AC3, B1, B2 y M1 Blizzard Pass ; Hojas de registro de personajes del jugador ; y dados Este conjunto se limitó a mil copias y se vendió por correo y en GenCon 17. : 147 

## Revisión de 1991
En 1991, TSR lanzó una nueva versión del Conjunto Básico, denominada The New Easy-to-Master Dungeons & Dragons Game y apodada la "caja negra". Esta versión fue diseñada principalmente por Troy Denning y realizó pocos cambios en el juego. Incluía soporte para personajes hasta el quinto nivel en lugar del límite de tercer nivel de las versiones anteriores del Conjunto Básico.
Las reglas se presentan dos veces, una en un libro de reglas de 64 páginas y otra vez en el Dungeon Card Learning Pack, un conjunto de 48 cartas que también incluye miniaventuras complementarias de cuatro páginas. Inspirado en el programa de lectura SRA, el frente de cada tarjeta presenta una discusión de una sola faceta de las reglas, como personajes que no son jugadores, dados de acierto o tiradas de iniciativa. El reverso de la tarjeta describe un breve escenario para ilustrar las reglas discutidas en el frente. El juego también incluye una pantalla de Dungeon Master que funciona como una carpeta para las cartas, peones de cartón plegables, una hoja de mapa a color y dados.
TSR publicó Dungeons & Dragons Rules Cyclopedia el mismo año, compilando y reajustando las reglas de los conjuntos de cajas de reglas básicas, expertas, complementarias y maestras para permitir a los jugadores continuar más allá de la caja negra.

## Revisión de 1994
En 1994 se produjo una versión final del conjunto titulado The Classic Dungeons & Dragons Game . Editado por Doug Stewart, eliminó las tarjetas de tutoriales de la "caja negra", incorporando el material en las barras laterales dentro del único Libro de reglas y aventuras de 128 páginas. El conjunto también incluía una pantalla de Dungeon Master, un conjunto de seis miniaturas de plástico para jugadores, 24 enemigos de cartón plegables, un mapa de póster y un juego de dados. Estaba empaquetado en una caja de color canela.

## Recepción
Clayton Miner reseñó la versión de 1981 del Conjunto básico para la revista Pegasus #1 (1981). Miner comentó que "el libro es una gran mejora con respecto a la versión anterior. Una mejor organización y reglas bien escritas son las principales características de esta edición.
Anders Swenson y Douglas Law reseñaron Dungeons & Dragons Basic Set y Dungeons & Dragons Expert Set para la revista Different Worlds y afirmaron que "los nuevos D&D Basic y Expert Sets deberían ser una introducción fluida al pasatiempo de los juegos de aventuras para una gran cantidad de jugadores nuevos y una agradable adición a las bibliotecas de jugadores experimentados. Recomendamos esta versión del juego sobre las ediciones anteriores, especialmente para principiantes, porque es más clara, mejor organizada y más refinada".
Doug Cowie reseñó la versión de 1983 del Conjunto Básico para la revista Imagine y le dio una reseña positiva. Según Cowie, si bien las reglas siguen siendo las mismas, lo que permite que aquellos con la versión anterior continúen usando sus juegos, la presentación ha cambiado. Aprobó el hecho de que "por fin", una compañía de juegos lanzó un producto que explica a alguien nuevo en los juegos de rol cómo empezar. Cowie finalizó su reseña afirmando que "Basic está mucho más cerca del espíritu del juego original que el incoherente, difícil de manejar y, a veces, pomposo Advanced" y que "para juegos únicos tipo mazmorra, recomendaría Basic a cualquiera, principiantes y veterano por igual".